# Pasje poslijepodne
Pasje poslijepodne (eng. Dog Day Afternoon) je film  Sidneyja Lumeta iz 1975. s Al Pacinom i  Johnom Cazaleom u glavnim ulogama. Temeljen na stvarnim događajima o pljački banke 1972. godine, Pasje poslijepodne govori o Sonnyju Wortziku, koji, zajedno sa svojim partnerom Salvatoreom Naturileom, drži taoce u jednoj banci u Brooklynu, New York.
Film je inspiriran člankom P.F. Klugea "The Boys in the Bank", koji govori o sličnoj pljački banke u Brooklynu koju su počinili John Wojtowicz i Salvatore Naturile; ovaj članak prvo je objavljen u Lifeu 1972. Film je zaradio relativno pozitivne kritike, od kojih su se neke odnosile na anti-establishment tonove. Iako je nominiran za brojne ugledne nagrade, film je osvojio samo jednog Oscara te nijedan Zlatni globus. Pacinova rečenica "Attica! Attica!" iz filma, koja se odnosila na nerede u zatvoru Attica, postala je slavna i često se citira. Američki filmski institut postavio je citat na 86. mjesto 100 najboljih filmskih citata.

## Radnja
Banka se zatvara. Policija je nekako obaviještena kako je u tijeku pljačka. Detektiv Moretti i brojni policajci postavljaju opsadu oko banke. Kad Moretti nazove banku kako bi obavijestio glavnog pljačkaša, Sonnyja, kako je policija opkolila banku, Sonny ga upozorava kako on i njegov partner, Sal, imaju taoce te da će ih ubiti ako itko pokuša ući u banku. Detektiv Moretti počinje igrati ulogu pregovarača, dok agent FBI-ja Sheldon nadgleda njegove postupke. Howard, čuvar u banci, ima napad  astme, pa ga Sonny pušta kad ga Moretti zamoli da pusti jednog taoca kao znak dobre volje. Moretti nagovara Sonnyja da izađe iz banke da se uvjeri kako je policija nadmoćna. Nakon nekoliko trenutaka, Sonny počinje vikati "Attica!", a gomila ljudi koja se okupila počinje vikati odobravajući Sonnyju.
Nakon što je shvatio kako ne može jednostavno pobjeći, Sonny zahtijeva transport; avion koji će ih odvesti iz zemlje. Nakon što su specijalci pristupili stražnjim vratima, Sonny opuca kako bi ih upozorio da se maknu. Moretti pokušava uvjeriti Sonnyja kako ta postrojba nije pod njegovim zapovjedništvom. Kasnije Sonny podjaruje rulju bacajući im novac preko policijske barikade. Neki preskaču barikade, a neki su uhićeni. Nakon što je stigla Sonnyjeva muška "supruga", Leon Schremer, otkriva se kako Sonny pljačka banku kako bi platio Leonovu operaciju promjene spola te da Sonny ima ženu, Angie, i djecu. Međutim, Leon odbija razgovarati sa Sonnyjem, pa ni preko telefona.
Kako pada noć, gase se svjetla u banci, a Sonny izlazi i shvaća kako je vodstvo preuzeo agent Sheldon. Ovaj odbija raditi daljnje ustupke Sonnyju, ali kad taoca Mulvaneyja pogađa dijabetički šok, Sheldon dopušta doktoru da uđe. Dok je doktor u banci, Sheldon nagovara Leona da razgovara sa Sonnyjem preko telefona. Dvojica u dugom razgovoru otkrivaju kako se Leon pokušao ubiti "kako bi pobjegao" od Sonnyja te da je bio hospitaliziran u psihijatrijskoj ustanovi Belleuve sve dok ga nije našla policija. Leon odbija Sonnyjevu ponudu da pođe s njim na avion zajedno s njegovim partnerom Salom, kamo god pošli. Sonny kaže policiji kako Leon nije imao ništa s pljačkom.
Nakon razgovora doktor upita Sonnyja da pusti Mulvaneyja da ide, na što što ovaj odgovara potvrdno, ali Mulvaney odbija, inzistirajući da ostane sa svojim zaposlenicima. FBI opet naziva Sonnyja; doveli su njegovu majku. Ona neuspješno pokušava nagovoriti sina da se preda, a agent Sheldon napominje kako će limuzina stići za deset minuta kako bi ih odveli do aviona. Nazad u banci, Sonny piše svoju oporuku, ostavljajući novac iz svojeg životnog osiguranja Leonu za operaciju promjene spola, i svojoj ženi Angie.
Nakon što je limuzina stigla, Sonny provjerava jesu li policajci skrili kakvo oružje. Kad je se uvjerio kako je sve u redu, dogovara se sa Sheldonom da se on, Sal i taoci odvezu na aerodrom Kennedy. Sonny sjeda naprijed, uz Murphyja dok Sal sjeda iza njih. Murphy ponavlja Salu da okrene pušku u zrak kako ga ne bi slučajno upucao. Dok čekaju da se stepenice za avion smjeste u položaj, Sheldon pritisne Sonnyjevo oružje na komandnu ploču, dajući vremena Murphyju da izvuče skriveni pištolj iz naslona za ruke, i upuca Sala u glavu. Sonny je uhićen, a taoce odvode na terminal. Film završava sa Sonnyjem koji gleda kako Salovo tijelo iznose iz auta na nosila.

## Povijesni događaj
Film je temeljen na priči Johna Wojtowicza te se drži stvarnih činjenica koje su se stvarno dogodile prema članku u Lifeu. Zajedno sa Salom Naturileom, Wojtowicz pokušava opljačkati banku Chase Manhattan Bank u Brooklynu 22. kolovoza 1972. Mnogi detalji iz pljačke prikazani su na filmu, kao što je dolazak Ernesta Arona (Leon Schermer u filmu) na mjesto događaja i njegovo odbijanje da se nađe s Wojtowiczom, zahtjev pljačkaša za pizzama (koje su u stvarnom događaju dostavili agenti FBI-ja, a ne dostavljač), kao i pištolj skriven u autu kojim je ubijen Naturile. U stvarnosti, pljačka i držanje talaca trajalo je 14 sati od početka do kraja, a na filmu se čini da traje isto toliko.
Nakon što je uhićen, Wojtowicz je osuđen na dvadeset godina zatvora, od kojih je odslužio samo sedam. Wojtowicz je 1975. napisao pismo The New York Timesu u kojem je napomenuo kako je samo 30 posto događaja opisanih u filmu točno. Neke od Wojtowiczovih primjerdbi bile su prikazivanje njegove supruge Carmen Bifulco, razgovor s majkom za koji je tvrdio kako se nikad nije ni dogodio, te, iako je prikazano u filmu, kako je policija odbila dati mu da razgovara sa suprugom Carmen. Ipak je pohvalio Pacina i Chrisa Sarandona za karakterizaciju njega samog i njegove "žene", Ernesta Arona.
U filmu Sonny sastavlja oporuku prema kojoj Leon ima pravo na njegovo životno osiguranje, čak i u slučaju da on bude ubijen. Pravom Wojtowiczu je plaćeno 7,500 dolara plus 1 posto od profita filma za prava na njegovu priču, a 2500 dolara je dao Ernestu Aronu da plati svoju operaciju promjene spola. Aron je postao Elizabeth Debbie Eden i živio u New Yorku do kraja života, umrijevši od komplikacija uzrokovanih AIDS-om u Rochesteru 1987. Wojtowicz je umro od raka u siječnju 2006.

## Produkcija
Inspiracija za film došla je iz članka koji su napisali P. F. Kluge i Thomas Moore za Life u rujnu 1972. U članku se detaljno opisivala pljačka, što će se kasnije iskoristiti za film, a posebno je naglašen odnos između Wojtowicza i Naturilea s taocima i policijom. Direktor banke Robert Barrett citiran je: "Trebao bih vas mrziti (Wojtowicz/Naturile), ali više sam se smijao večeras nego u tjedan dana."
U filmu ne postoji glazba osim pjesme  Eltona Johna "Amoreena" iz uvodne špice. Iako je tijekomn stvarne pljačke bilo jako vruće, neke scene izvan banke snimane su po tako hladnom vremenu da su glumci morali stvaljati led u usta kako se ne bi vidio njihov dah. Vanjske sekvence snimane su u Prospect Park Westu, između 17. i 18. ulice u Windsor Terraceu, Brooklyn.

## Kritike
Pasje poslijepodne objavljen je 1975. dok se SAD povlačio iz  Vijetnamskog rata pod pritiskom protivnika rata. Sonny nekoliko puta ponavlja kako je vijetnamski veteran. Neki kritičari su napisali kako je to "anti-establishment" film referirajući se na nerede u zatvoru Attica (još jedan događaj koji je izazvao nepovjerenje u vlasti u vrijeme objavljivanja filma) te na to kako Sonny pljačka banku da plati Leonu operaciju promjene spola. Kao takav, film je smatran kontrakulturnim.
Od samog objavljivanja film je zarađivao pozitivne kritike. Vincent Canby nazvao ga je "najpreciznijim i najblistavijim filmom o New Yorku Sidneyja Lumeta" te je pohvalio "briljantne karakterizacije" cijele glumačke postave. Roger Ebert nazvao je Sonnyja "jednim od najzanimljivijih modernih filmskih likova" te je ocijenio film s 3,5 zvjezdice od moguće 4. Kako vrijeme prolazi, film i dalje nastavlja dobivati pozitivne recenzije. Na primjer, Christopher Null rekao je kako je film "savršeno uhvatio duh ranih sedamdesetih, vrijeme kad je optimizam bio na niskim granama". P. F. Kluge, autor članka koji je inspirirao film, vjerovao je da su se filmaši "zadržali na površini životne novinarske priče".

## Vanjske poveznice
- Pasje poslijepodne u internetskoj bazi filmova IMDb-a
- Al Pacino’s Loft
- Scenarij filma